# Oberragen (Bruneck)
Oberragen bildet einen Ortsteil der Südtiroler Stadt Bruneck. Benannt ist sie nach der einstigen Dorfsiedlung Ragen, einem Vorläufer der hochmittelalterlichen Brunecker Stadtgründung. Ragen lag direkt östlich der Stadt außerhalb der Stadtmauern (mit Ausnahme von Unterragen), wobei Oberragen jenen Teil des Ortes umfasst, der auf der linken Flussseite der Rienz liegt, und Außerragen jenen auf der rechten Flussseite. Oberragen zählt zum ältesten Kern Brunecks. Von der Stadtgasse durch das Ragentor kommend gelangt man nach Oberragen. In der Mitte des Straßenverlaufs weitet sich Oberragen platzartig vor dem Palais Sternbach. Bis dorthin ist die Straße, ebenso wie die Stadtgasse, eine mit dieser zusammenhängende Fußgängerzone. Vom Palais Sternberg führt Oberragen weiter bis zum Pfarrplatz und der Mühlgasse. Zahlreiche Gebäude an der Straße stehen unter Denkmalschutz.

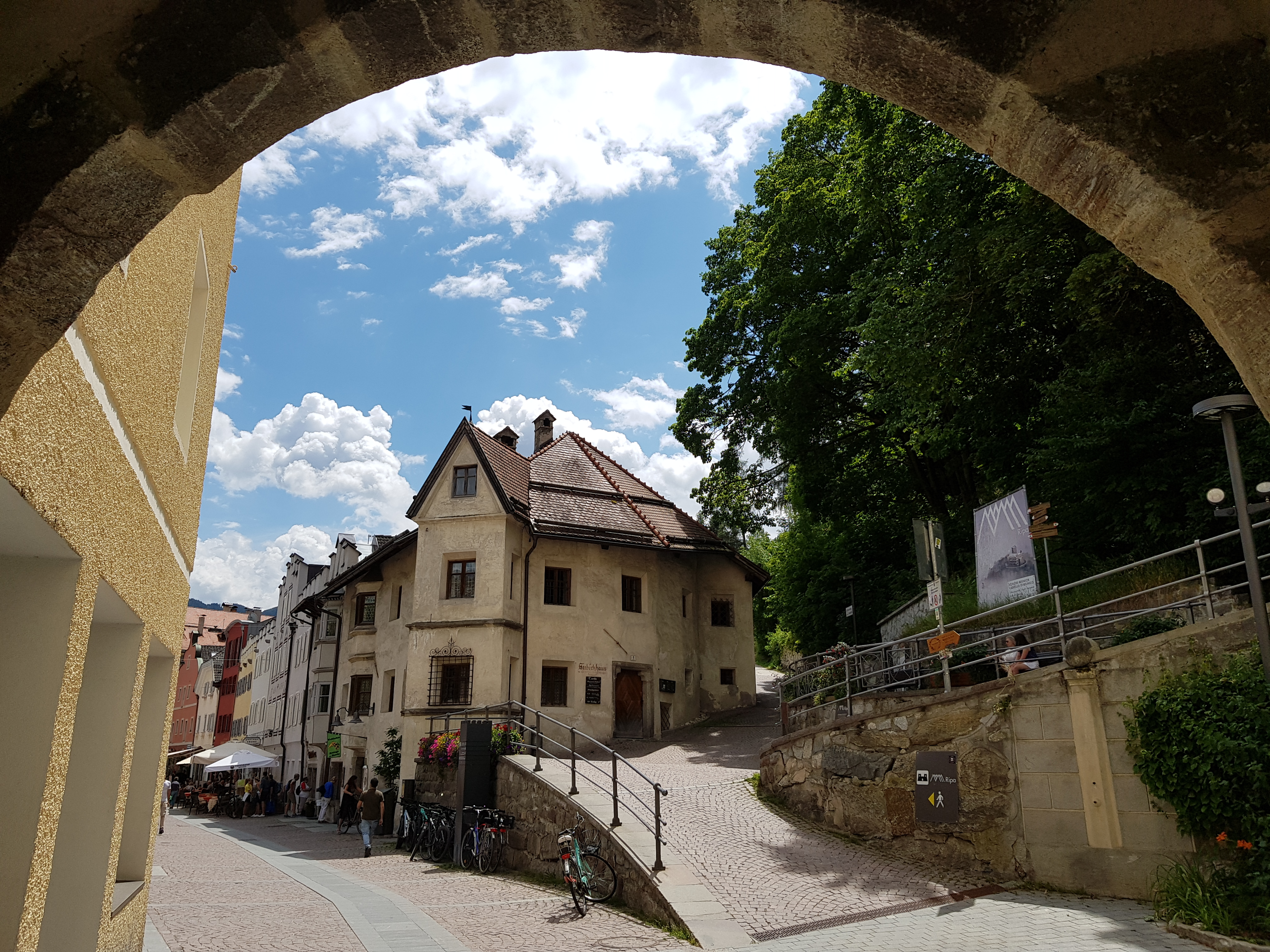
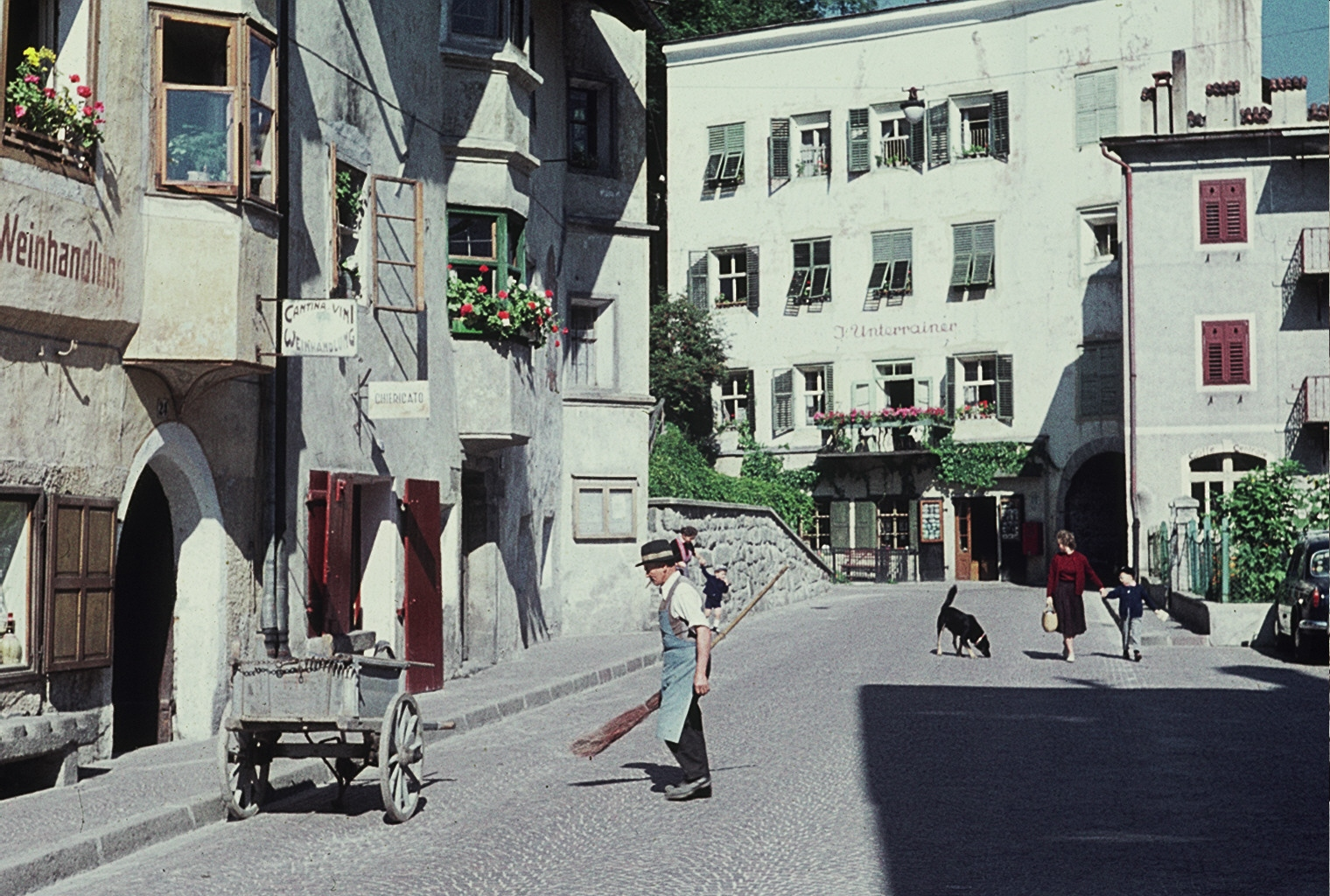
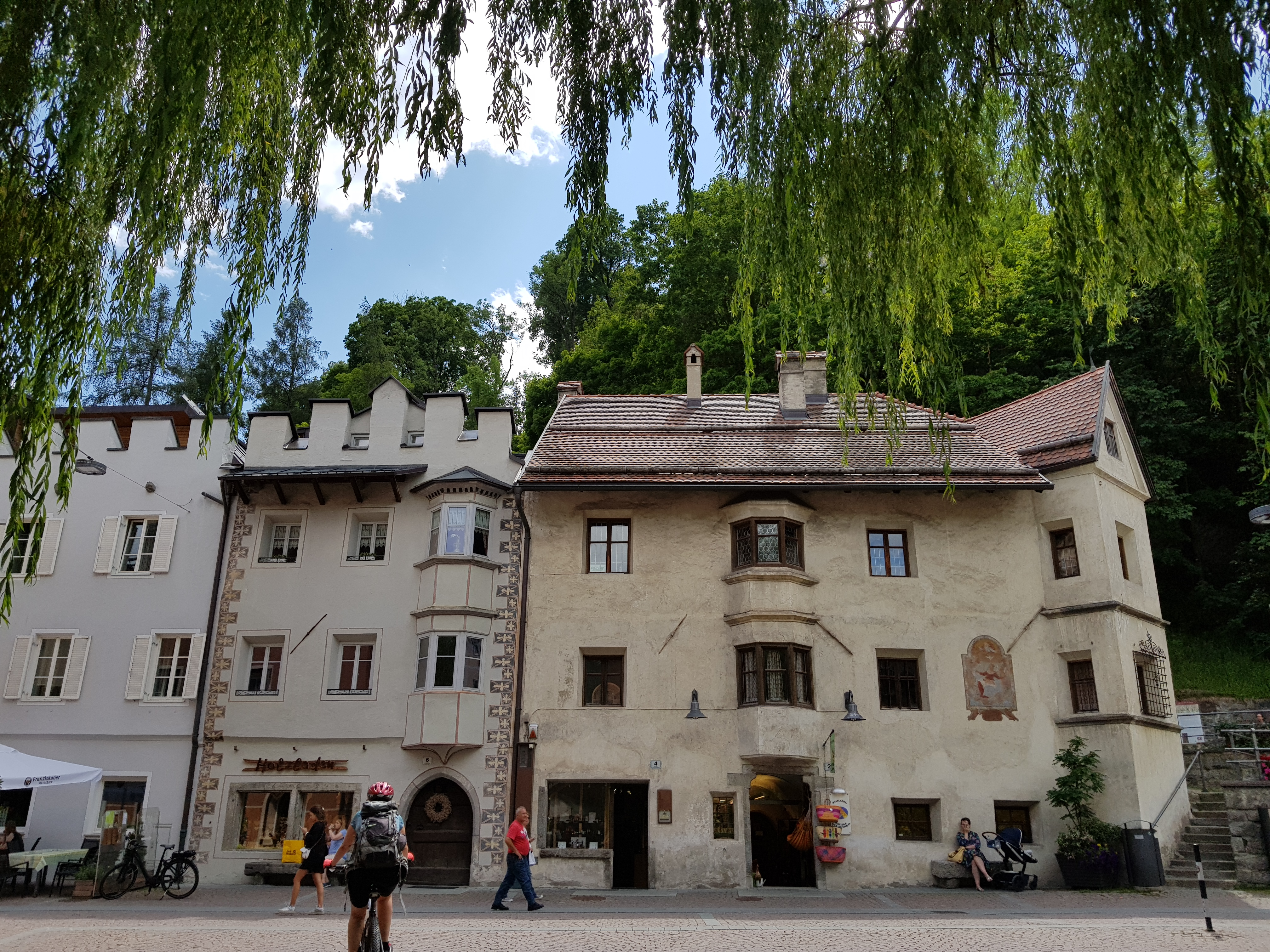
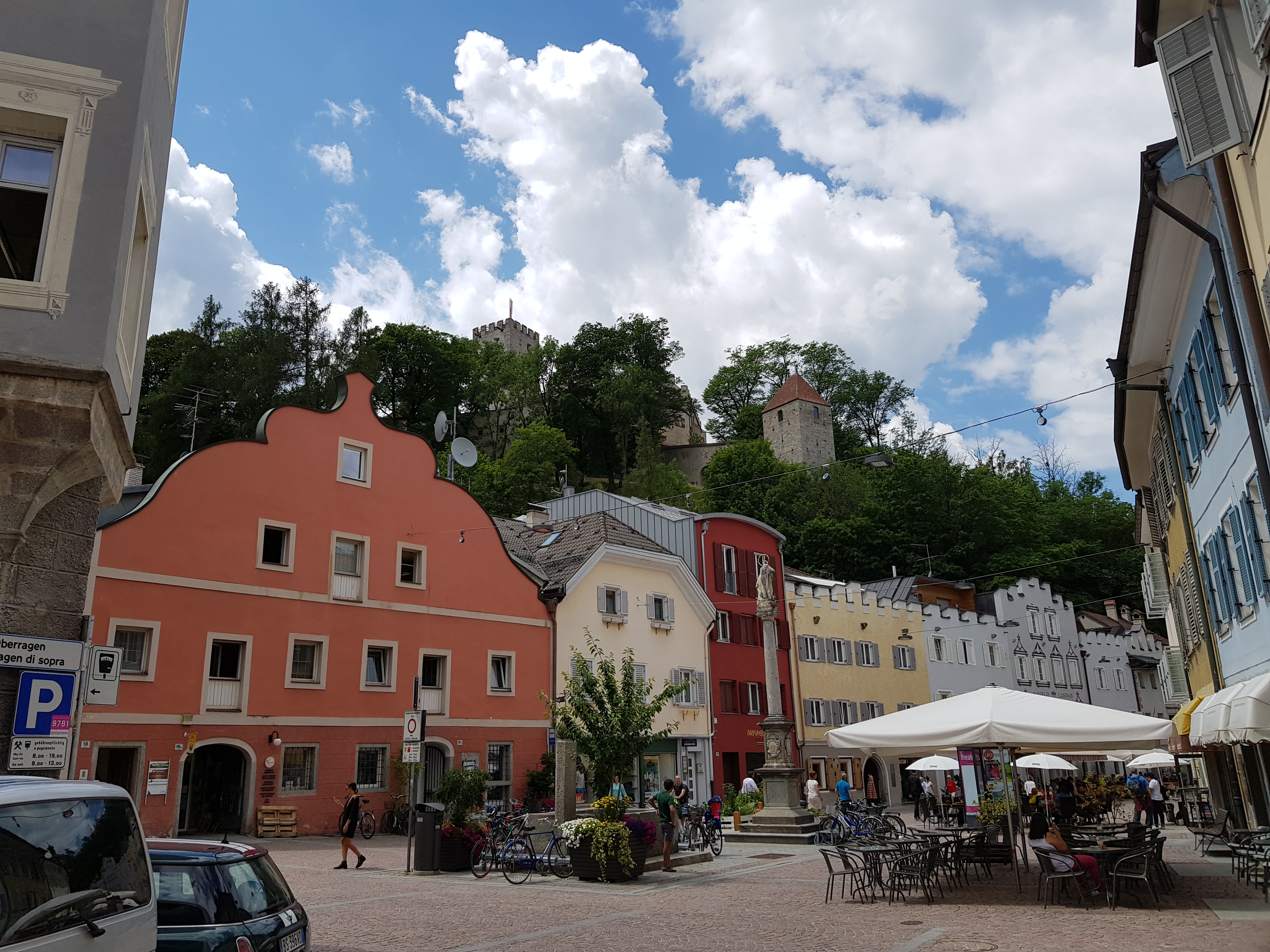
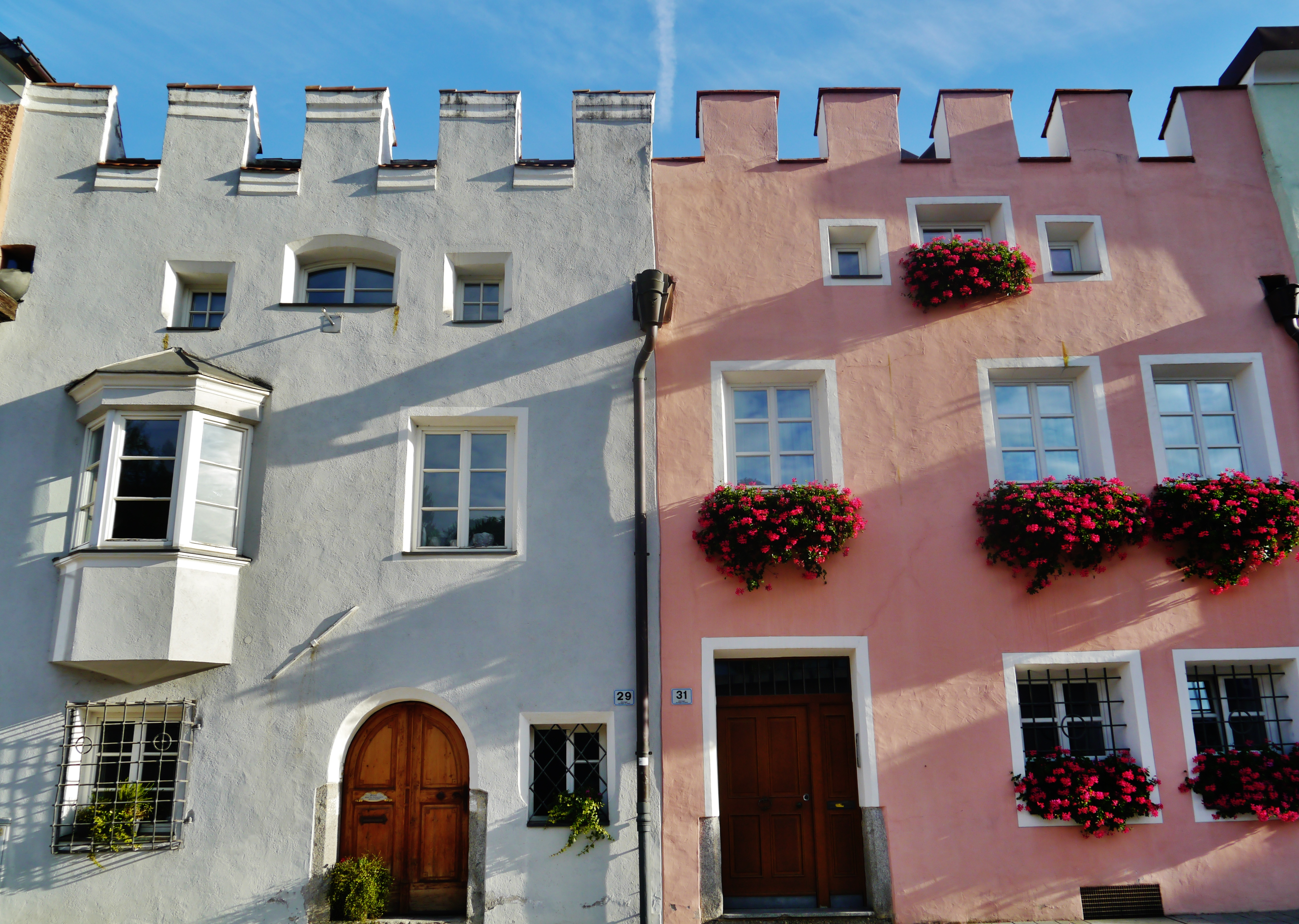
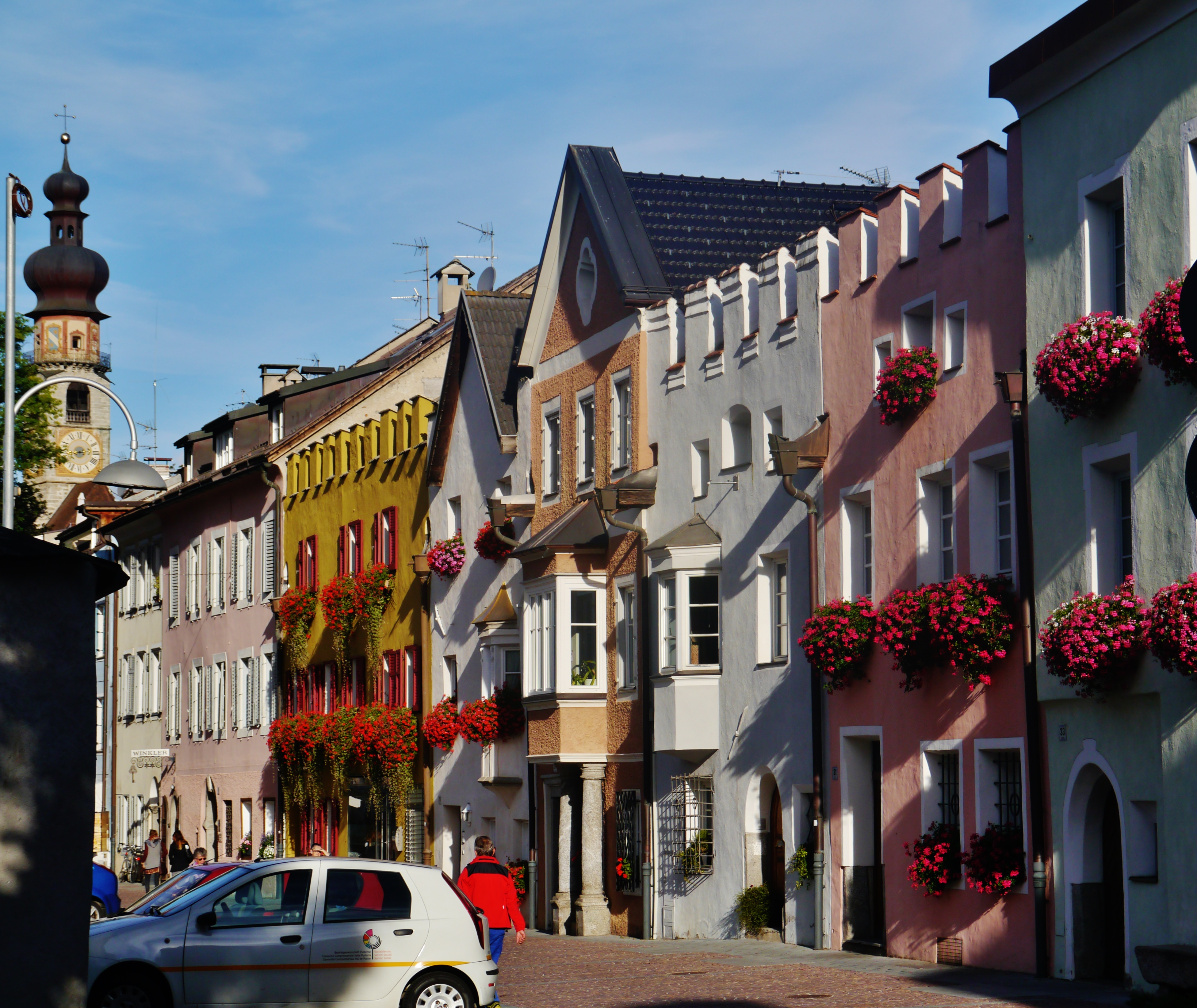
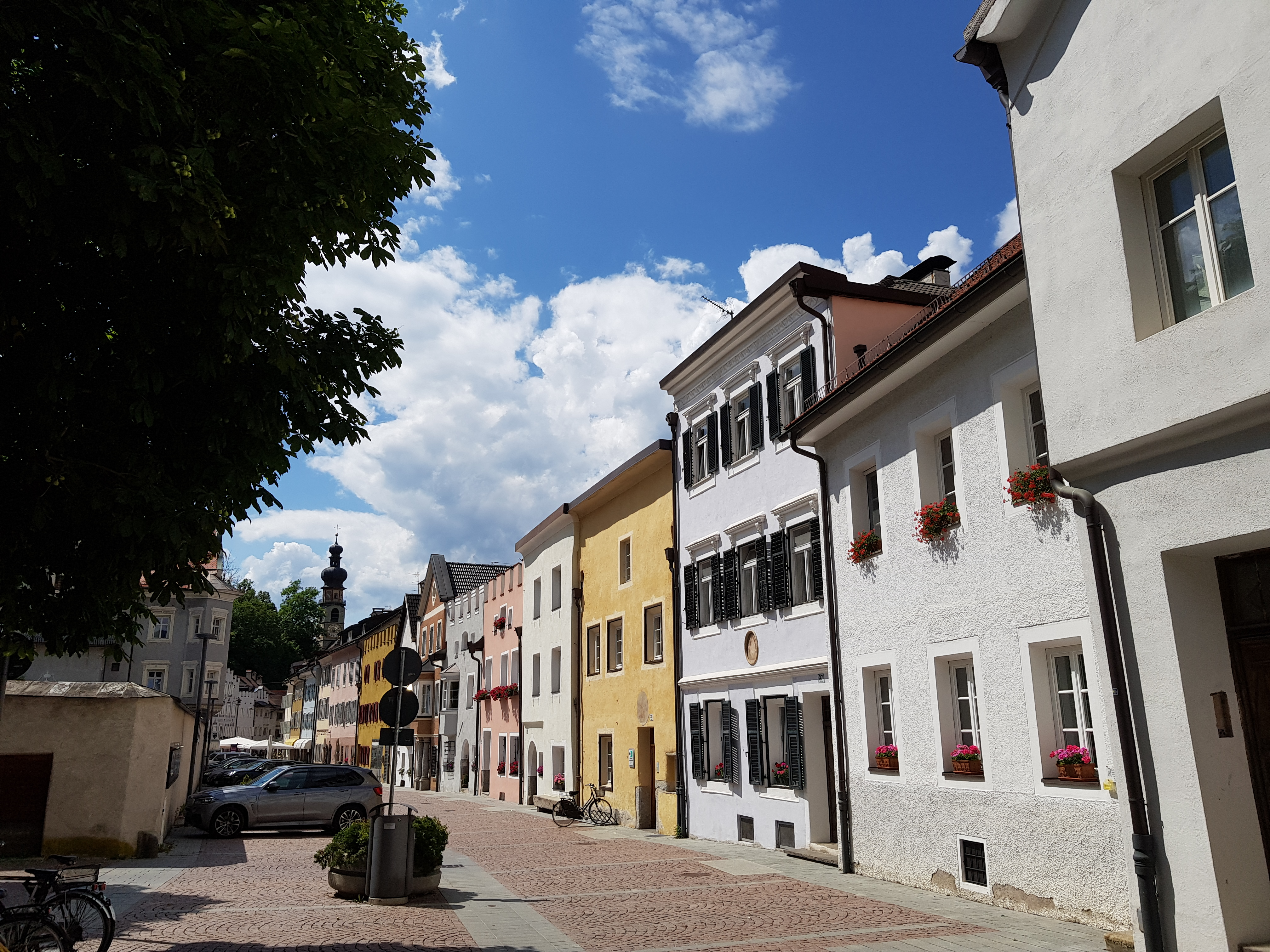

## Bauwerke

### Nr. 3
Dieses Haus zeigt sich in seinem nördlichen Bauteil und im ersten Stock in um 1900 erneuerter Form. An der Fassade befindet sich über dem Rundbogentor ein Balkon mit Eisengitter. Im südlichen Teil des Erdgeschosses sind Kreuzgratgewölbe erhalten.

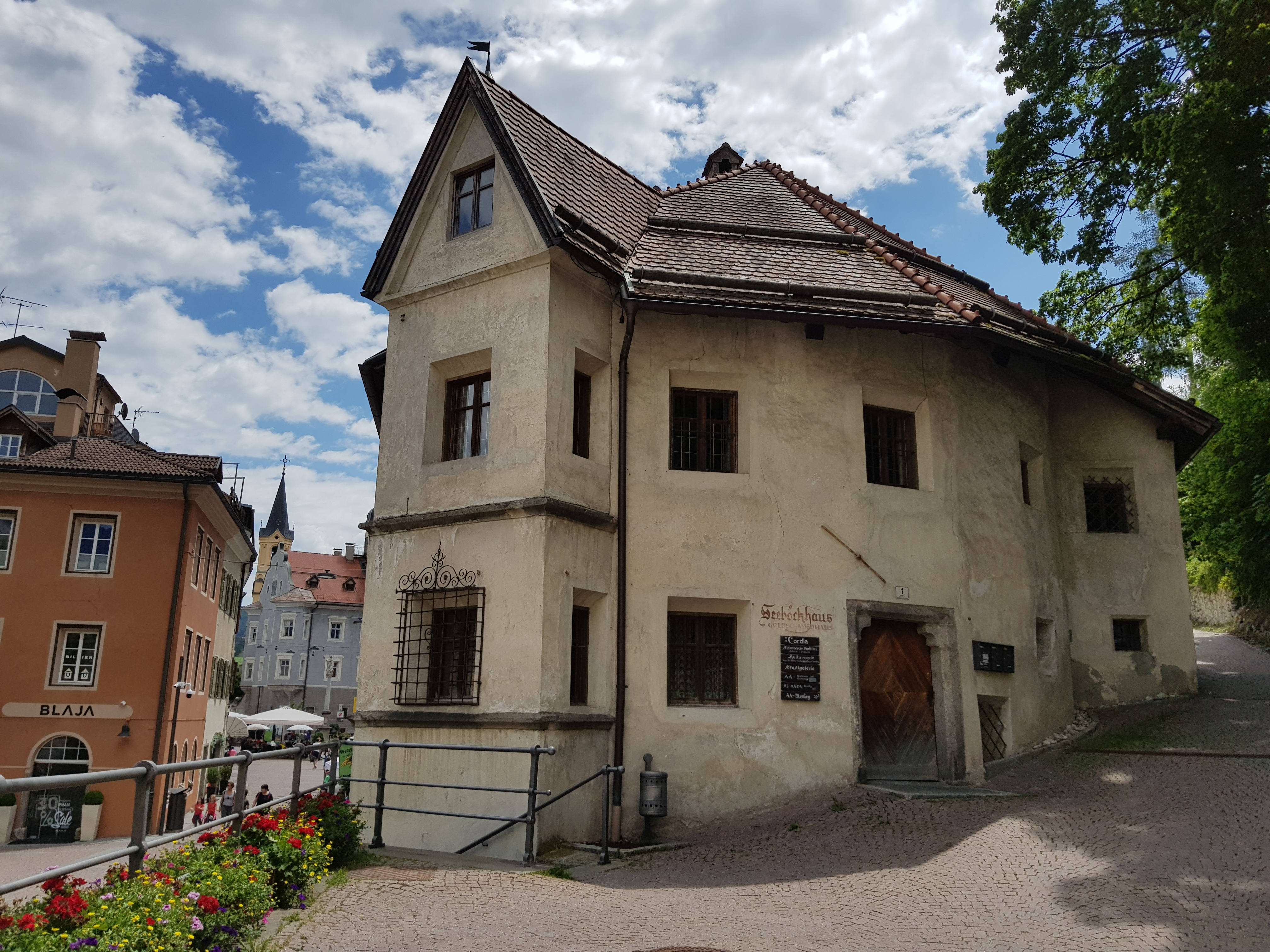
Seeböckhaus, Nr. 4

- Eintrag im Monumentbrowser auf der Website des Südtiroler Landesdenkmalamts

### Nr. 4: Seeböckhaus
Das 1546 erstmals erwähnte Haus trägt auch die Alternativadresse Schlossweg 1. Dieses im Zwickel der beiden Straßen gelegene Gebäude fällt als erstes in den Blick, wenn man sich von der Altstadt Brunecks her durch das Ragentor nähert. Zu den Besitzern des Hauses zählen der Goldschmied und Chronist Brunecks Johann Tinkhauser (daher auch Goldschmiedehäusl genannt) und später Maria Seeböck, geborene Tinkhauser. Von letzterer leitet sich der Name des Hauses ab.
Der ansehnliche dreigeschossige Bau zeigt an der Schmalseite einen Eckerker und an der Oberragener Langseite einen zweigeschossigen polygonalen Erker über der gerahmten Schulterbogentür. Ein Wandbild mit Madonna und heiliger Dreifaltigkeit stammt aus dem Jahr 1706. Im Inneren gibt es eine kreuzgratgewölbte Labe und im ersten und zweiten Stock jeweils einen Raum mit Kassettendecke und Pilastergetäfel aus dem 17. Jahrhundert. In den Mittelfeldern sind Malereien zu sehen.
- Eintrag im Monumentbrowser auf der Website des Südtiroler Landesdenkmalamts

### Nr. 5
Im Inneren dieses Hauses sind der Keller mit gewölbtem Gang und einem Raum mit Balkendecke und Unterzug auf einer gotischen Mittelsäule zu erwähnen. Im Erdgeschoss gibt es einen gewölbten Hausgang.

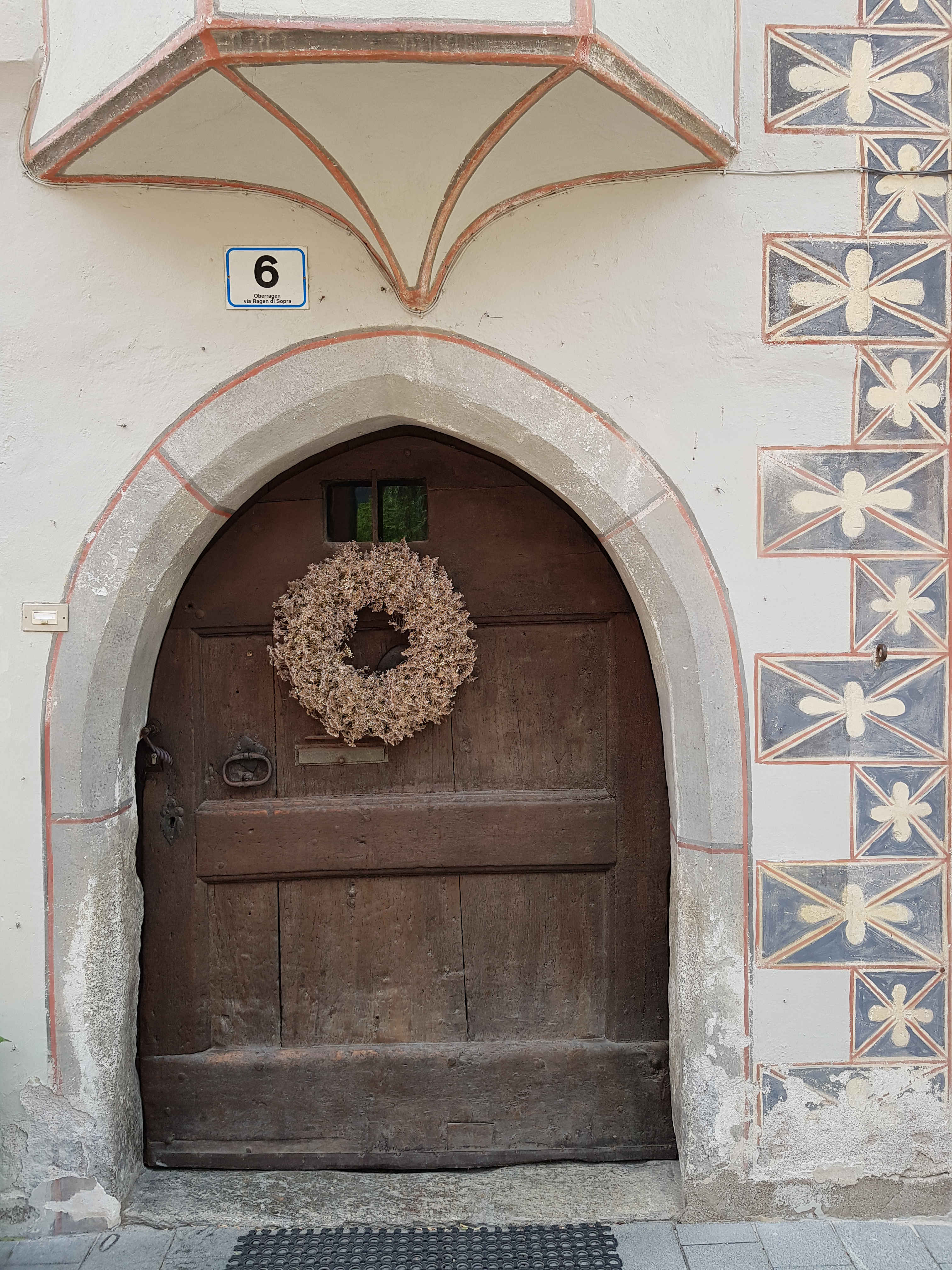
Portal des Hauses Nr. 6

- Eintrag im Monumentbrowser auf der Website des Südtiroler Landesdenkmalamts

### Nr. 6
Die Fassade des Gebäudes wird durch ihren geraden Zinnenabschluss und den zweigeschossigen polygonalen Erker über der spitzbogigen Eingangstür in Steinfassung akzentuiert. Die gemalten Eckquader sind erneuert. Die Fenster in Granitfassung tragen die Jahreszahl 1657 und die Initialen M. C. Der Keller besitzt eine Balkendecke, der ehemalige Stall und der Stiegenaufgang sind überwölbt. Es ist auch eine Stubentäfelung vorhanden.
- Eintrag im Monumentbrowser auf der Website des Südtiroler Landesdenkmalamts

### Nr. 7
Das äußerlich unauffällige Haus besitzt im Inneren einen Hausgang mit Kreuzgratgewölbe sowie einen Raum mit Netzgratgewölbe. Die Treppe besteht aus Granitstufen. Im ersten Stock sind ein Vorplatz mit Netzgratgewölbe und eine granitgerahmte, abgefaste Rechtecktür zu erwähnen.
- Eintrag im Monumentbrowser auf der Website des Südtiroler Landesdenkmalamts

### Nr. 10
Durch das Spitzbogenportal des Hauses in Granitrahmung gelangt man im Erdgeschoss in eine gewölbte Halle mit Gurtbogen und Granitpfeilern.
- Eintrag im Monumentbrowser auf der Website des Südtiroler Landesdenkmalamts

### Nr. 12
Die Fassade des Hauses zeigt einen geraden Zinnenabschluss und ein granitgerahmtes Spitzbogenportal mit der Jahreszahl 1597. Im Inneren sind ein gewölbter Keller, der Hausgang mit schönem Netzgratgewölbe und ein gemauerter Treppenaufgang zu beachten. Weiters gibt es eine tonnengewölbte Küche und eine gewölbte Labe im ersten Stock.
- Eintrag im Monumentbrowser auf der Website des Südtiroler Landesdenkmalamts

### Nr. 13
An der einfachen Fassade fällt das breit abgefaste Rundbogentor mit Granitgewände auf. In der Eingangshalle befindet sich ein Netzgratgewölbe.

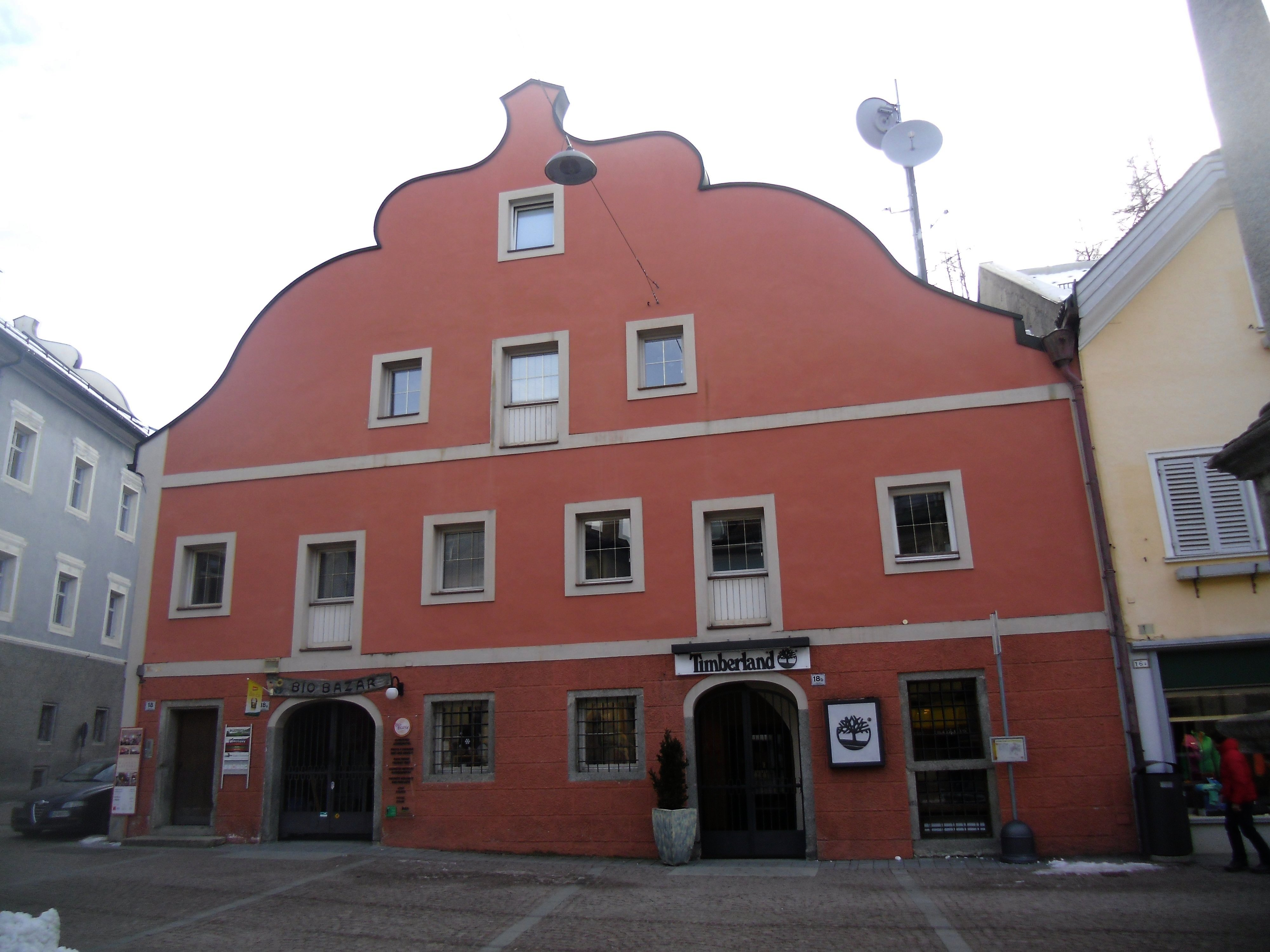
Haus Nr. 18

- Eintrag im Monumentbrowser auf der Website des Südtiroler Landesdenkmalamts

### Nr. 18
Der auffällige breite Bau weist einen geschwungenen Barockgiebel, granitgerahmte, vergitterte Fenster und steingerahmte Flachbogentore auf. Im Erdgeschoss befinden sich gewölbte Räume.
- Eintrag im Monumentbrowser auf der Website des Südtiroler Landesdenkmalamts

### Nr. 19
Man gelangt durch ein rundbogiges Haustor ins Innere. Dort gibt es im Erdgeschoss einen Raum mit Kreuzgratgewölbe und einen schmalen tonnengewölbten Gang. Außerdem befinden sich gewölbte Küchen im ersten und zweiten Stock.

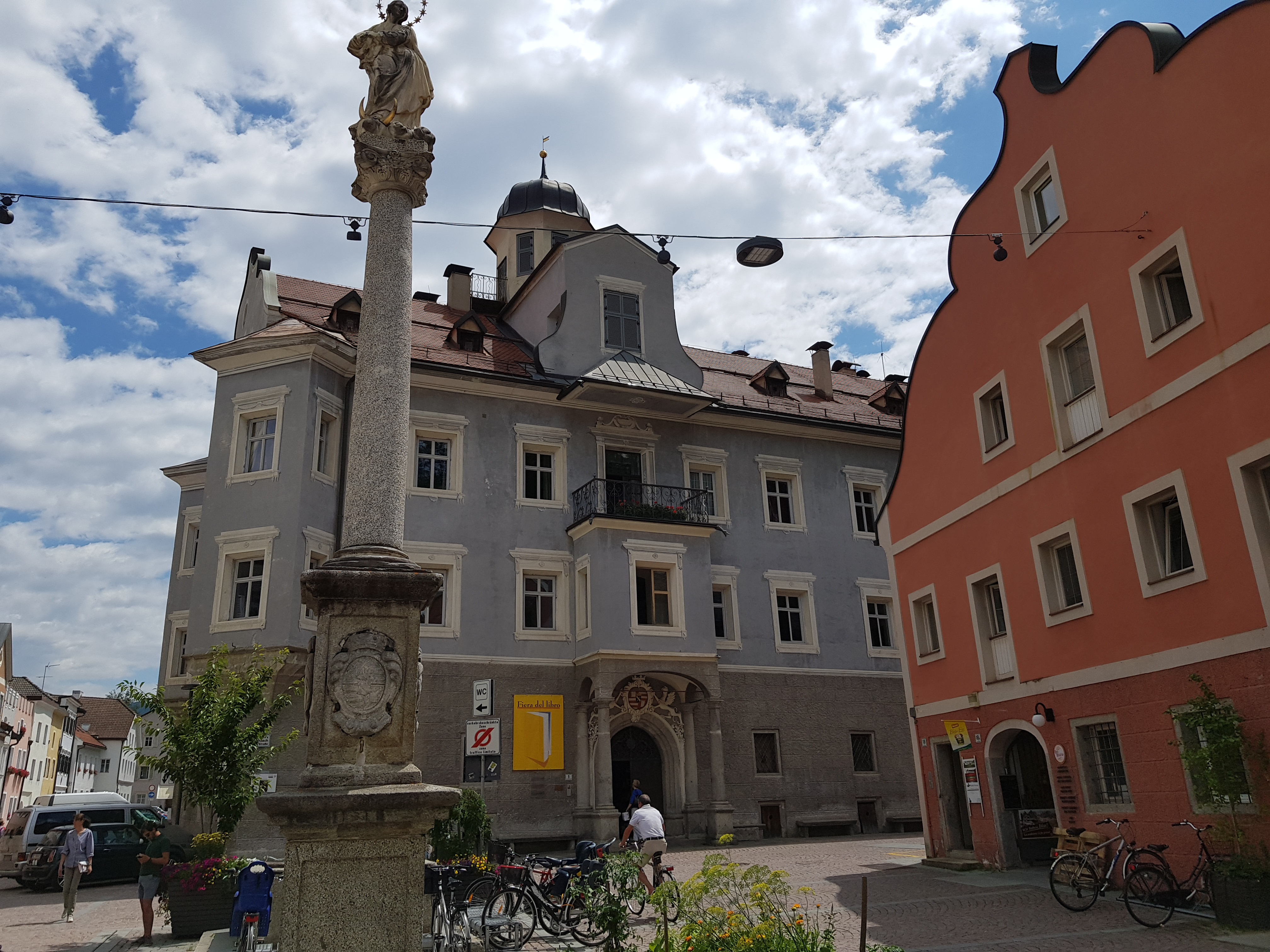
Mariensäule von Michael Rasner und Palais Sternbach dahinter

- Eintrag im Monumentbrowser auf der Website des Südtiroler Landesdenkmalamts

### Nr. 20: Palais Sternbach und Mariensäule
Das Palais Sternbach mit seinem Garten nimmt gut die Hälfte der Länge von Oberragen ein. Es geht auf die sogenannte Welsbergische Behausung aus dem Mittelalter zurück. Bartholomäus von Welsberg erbaute das Anwesen und auch die heutige Pfarrkirche östlich davon. Er war Schlosshauptmann von Bruneck und kaiserlicher Rat unter Maximilian I. Nach häufigen Besitzerwechseln erneuerte Anton Wenzl Freiherr von Sternbach, einer der reichsten Grundherren Tirols, das Gebäude von Grund auf, sodass es 1684 vom Fürstbischof in den Rang eines Ansitzes mit dem Namen Sternbach erhoben wurde. Es wurde sodann eine Hauskapelle in den neuen Ansitz eingebaut und vor dem Gebäude die steinerne Bildsäule der Maria Immaculata vom Bildhauer Michael Rasner 1701 errichtet. Aufgrund seines Kupferdaches blieb das Palais beim Stadtbrand 1723 verschont. 1738 stiegen hier Kaiser Franz Stephan von Lothringen und Maria Theresia bei der Durchreise für eine Nacht ab. 1741 bis 1743 konnten die Ursulinen provisorisch im Palais unterkommen, solange das Ursulinenkloster noch nicht gebaut war.
Die Fassade des repräsentativen Bauwerks weist eine Eckerker, geschwungene Volutengiebel und ein steingerahmtes Rundbogentor mit Wappenkartusche auf. Davor befindet sich eine Vorhalle mit Säulen und einem Erkeraufbau. Man gelangt von dort in eine kreuzgratgewölbte Halle mit Pfeilern und in das Stiegenhaus mit Stuckdecken. In einem Saal im zweiten Stock befinden sich Fresken von Kaspar Waldmann. Zu erwähnen ist auch noch ein Kachelofen aus der Zeit um 1700 mit Kuppeldach.
- Eintrag im Monumentbrowser auf der Website des Südtiroler Landesdenkmalamts

### Nr. 21
Das dreigeschossige Gebäude besitzt ein Rundbogentor in Steinrahmung mit Granitbuckeln und dem Wappen der Äbtissin von Sonnenburg mit der Jahreszahl 1695 und den Initialen M.E.A. Im Inneren sind eine Halle mit Gratgewölbe im Erdgeschoss, ein gemauerter Treppenaufgang und ein barockes Stubengetäfel zu erwähnen.

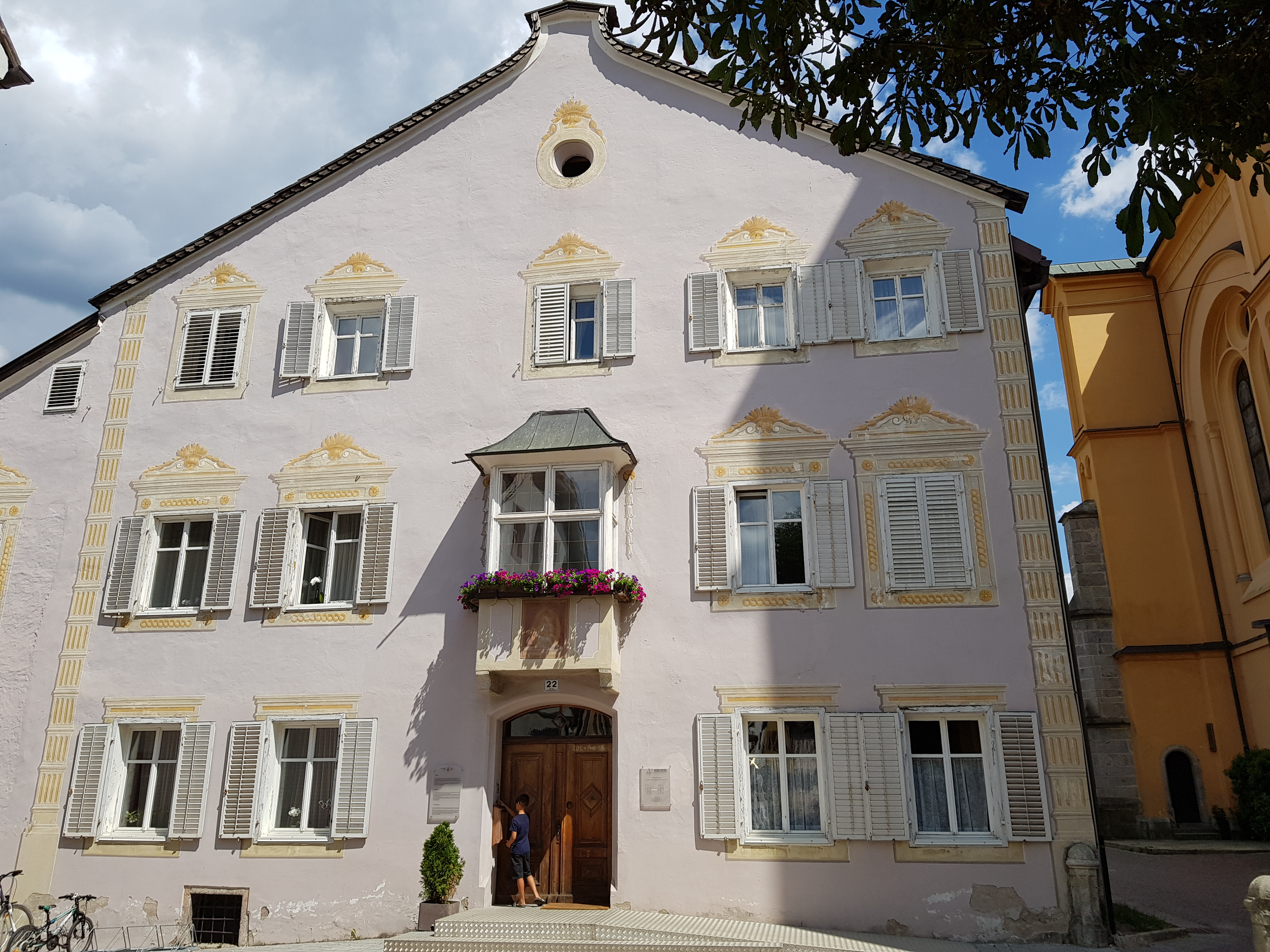
Pfarrwidum, Nr. 22

- Eintrag im Monumentbrowser auf der Website des Südtiroler Landesdenkmalamts

### Nr. 22: Pfarrwidum
Obwohl es zu dieser Zeit noch gar keine Pfarre in Bruneck gab, schlossen die Bürger der Stadt 1369 einen Vertrag mit dem für Bruneck zuständigen Pfarrer von St. Lorenzen, in dem sie zusagten, ein Pfarrwidum zu errichten, und der Pfarrer im Gegenzug hier vier Priester unterhalten sollte. Das Gebäude wurde errichtet, Bruneck wurde aber erst 1610 selbständige Pfarre.
Das Gebäude ganz am Ende von Oberragen ist schon von weitem zu sehen. An der Fassade fällt der geschwungene Giebel ins Auge. Über der flachbogigen Eingangstür erhebt sich ein Viereckerker, der auf Konsolen ruht. An ihm befindet sich ein Fresko, die Pietà darstellend. Gemalte Fensterrahmungen und Eckpilaster zieren die Fassade zusätzlich. An der Südfassade, gegenüber der Pfarrkirche, ist ein Fresko mit der Kreuzigung zu sehen. An der Ostfassade gibt es einen Turmvorbau.
- Eintrag im Monumentbrowser auf der Website des Südtiroler Landesdenkmalamts

### Nr. 25
Bei diesem Haus sind im Inneren ein kreuzgratgewölbter Hausgang, eine Küche mit Tonnengewölbe und ein überwölbter Treppenaufgang mit Granitstufen erwähnenswert. Im ersten Stock gibt es einen Gang mit Kreuzgratgewölbe und eine Erkerstube mit frühbarocker Täfelung.
- Eintrag im Monumentbrowser auf der Website des Südtiroler Landesdenkmalamts

### Nr. 27
Die Fassade besitzt eine steingerahmte, rechteckige Eingangstür und einen auf Säulen ruhenden Viereckerker im ersten Stock. Im Inneren führt eine schöne Treppe mit zwei Säulen und barockem Holzgeländer in den ersten Stock. Dort sind ein Kachelofen mit Empiredekor und bemalte Türen aus dem 18. Jahrhundert zu beachten.

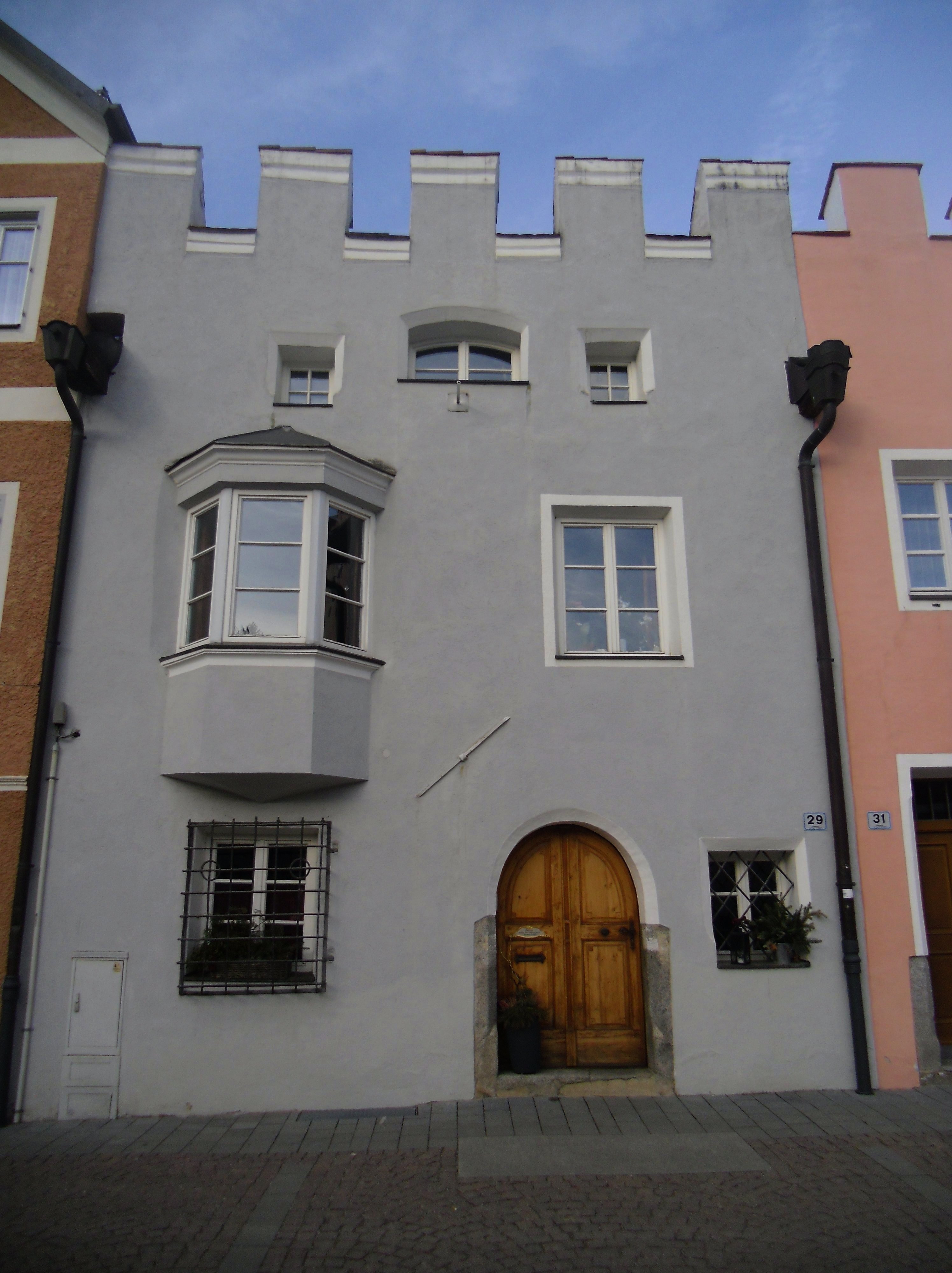
Haus Nr. 29

- Eintrag im Monumentbrowser auf der Website des Südtiroler Landesdenkmalamts

### Nr. 29: Kempterisches Benefiziatenhaus
Die abwechslungsreiche Fassade zeigt Zinnen als Abschluss und einen polygonalen Erker im ersten Stock sowie eine steingerahmte Eingangstür. Im Gang befinden sich Gewölbe mit Putzrippen. Zu erwähnen sind der gemauerte Treppenaufgang mit Lichthaube und im ersten Stock ein Raum mit gemauertem Kachelofen aus der Zeit um 1700.

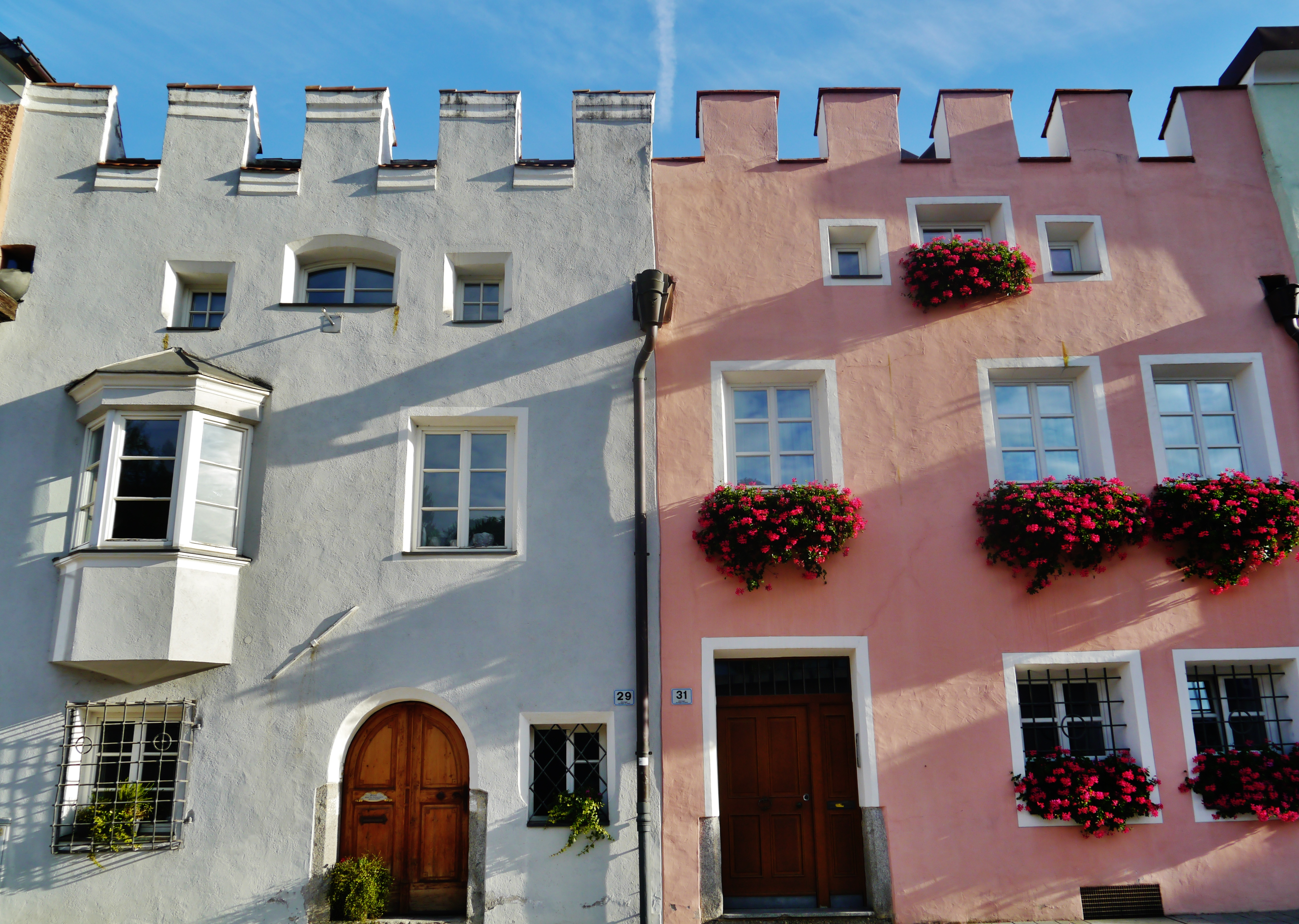
Häuser Nr. 29 und 31

- Eintrag im Monumentbrowser auf der Website des Südtiroler Landesdenkmalamts

### Nr. 31
Im nördlichen Teil des Hauses liegt ein flachgewölbter Hausgang und ein gewölbter Raum. Weiters ist im ersten Stock ein breiter Gang mit Tonnengewölbe und Stichkappen vorhanden.
- Eintrag im Monumentbrowser auf der Website des Südtiroler Landesdenkmalamts

### Nr. 33
Eine rundbogige, granitgerahmte Haustür führt in einen Hausgang mit Kreuzgratgewölbe und zu einem gemauerten Treppenaufgang. Ein Raum im Erdgeschoss besitzt Bohlenwände und einen Eselsrückentürholm. Im ersten Stock liegt ein gewölbter Gang.
- Eintrag im Monumentbrowser auf der Website des Südtiroler Landesdenkmalamts

### Nr. 41
Bei dem großen Haus an der Ecke zur Mühlgasse ist vor allem der nördliche Hausteil des ersten Stockes interessant, der noch zum spätgotischen Baubestand zählt. Weiters sind der gewölbte Hausgang und die überwölbte Stiege zu beachten; der südliche Teil des Hauses hingegen ist erneuert.
- Eintrag im Monumentbrowser auf der Website des Südtiroler Landesdenkmalamts